# Beziehungsmotiv
Die von dem Bochumer Psychologieprofessor Rainer Sachse entwickelte Klärungsorientierte Psychotherapie geht davon aus, dass Klienten mit Persönlichkeitsstörungen einem Gegenüber auf eine Weise begegnen, die ihre „interaktionellen Grundbedürfnisse“ erfüllen soll (Motivebene), während sie dies aber durch verschiedene Strategien verschleiern („Modell der doppelten Handlungsregulation“).
Da diese Strategien erstens maladaptiv sind (d. h., sie wurden  einst entwickelt, um das Ich zu schützen, schaden nun aber mehr als sie nützen), zweitens den Klienten typischerweise nicht bewusst sind, gehört es zu den zentralen Aufgaben in einer Therapie, die am stärksten wirksamen Beziehungsmotive des Patienten zu klären und sie ihm bewusst zu machen, damit die bisherigen Strategien, die zu Beziehungs- und Kommunikationsproblemen führten, überflüssig werden. Eine motivorientierte Beziehungsgestaltung soll dazu beitragen, dass die Klienten in der therapeutischen Beziehung auf ihre bisherigen Verhaltensstrategien verzichten und neue erproben können.
Sachse nennt als zentrale Beziehungsmotive:
- Anerkennung (auch: Liebe, Zuwendung, positive Definition, Respekt) – wichtig bei narzisstischer, selbstunsicherer, passiv-aggressiver, schizoider, paranoider und zwanghafter Persönlichkeitsstörung
- Wichtigkeit (für andere Bedeutung, Wert haben) – wichtig bei narzisstischer, histrionischer, selbstunsicherer, schizoider und zwanghafter Persönlichkeitsstörung
- Verlässlichkeit, verlässliche Beziehung  – wichtig bei histrionischer, selbstunsicherer und schizoider Persönlichkeitsstörung
- Solidarität, solidarische Beziehung in dem Sinne, dass andere bei schweren Problemen der Person beistehen – wichtig bei narzisstischer, histrionischer, dependenter, schizoider, paranoider und zwanghafter Persönlichkeitsstörung
- (Angemessene) Autonomie – wichtig bei passiv-aggressiver, paranoider und zwanghafter Persönlichkeitsstörung
- Unverletzlichkeit der Grenzen, Territorialität – wichtig bei passiv-aggressiver Persönlichkeitsstörung.